# 위천면
위천면(渭川面)은 대한민국 경상남도 거창군의 면이다. 거창군의 서북쪽에 위치하고 있는 해발 280m의 분지이며, 원학골의 중심이다. 거창의 대표관광지인 수승대관광지, 금원산 자연휴양림 등이 소재하고 있으며, 거창국제연극제 등이 열리는 수려한 관광자원이 풍부하며 예부터 충효의 고장으로 서원, 정자, 고가 등의 문화유산이 풍부한 고장이다.

## 연혁
통일신라시대에는 남내와 여선현에 속했으며, 고려시대에는 감음현에 속하였고 조선시대 1471년 태종 17년에는 안음현, 1767년 영조 43년에는 안의현에, 1895년 고종 32년에는 안의군에 속하였으며 일제시대 1914년 3월 행정구역 조정으로 안의군에 속했던 고현면과 북하면을 합하여 가운데 흐르는 냇물의 이름을 따서 위천면으로 개칭하고 거창군에 편입되어 현재에 이르고있다.

## 행정 구역
- 강천리
- 상천리
- 모동리
- 당산리
- 남산리
- 장기리
- 황산리

## 교육
- 위천초등학교
- 위천중학교